# ロバート・フランクリン・ストラウド
ロバート・フランクリン・ストラウド (英: Robert Franklin Stroud、1890年1月28日 - 1963年11月21日) はアメリカ合衆国で最も悪名高き犯罪者の1人と評される殺人犯。レブンワース刑務所で収監中に鳥類の飼育・販売や研究を行い、鳥類学の著述家としても評価されていることから、移送先の刑務所の名前をとって「バードマン・オブ・アルカトラズ」(英: Birdman of Alcatraz、直訳すると「アルカトラズの鳥男」) の異名でも知られる。ストラウドは1909年に投獄されて以来、釈放されることなく一生を刑務所で過ごした。その生涯を描いた1962年の映画『終身犯』 (ストラウド役はバート・ランカスター) は第35回アカデミー賞にノミネートされている。
その生涯であるが、アラスカ州で売春婦のポン引きをしていた18歳のストラウドは1909年1月、知人のバーテンダーを銃殺し、12年間の懲役の判決を言い渡されている。収監先でも受刑者や職員と頻繁に衝突し、1916年には看守を刺殺して第一級殺人で有罪となり、絞首刑を宣告された。しかし数回の裁判の後に、独房監禁での終身刑に減刑された。
1920年、ストラウドは収監中のレブンワース刑務所の運動場で、スズメの巣と負傷した3羽のスズメを見つけた。このスズメの世話から始め、その後数年のうちにはカナリアを約300羽飼育するにいたっている。さらに、刑務所改革を進めていた刑務所長から研究用の設備を与えられると、ストラウドは鳥類に関する研究の幅を広げ、『カナリアの病理』("Diseases of Canaries") のタイトルで執筆した。この執筆内容は密かにレブンワースから持ち出され、1933年に初版が、1943年には新版が出版された。ストラウドの研究は鳥類病理学、特に出血性敗血症疾患群の治療の分野に貢献し、鳥類学者や畜産農家の間で多大な敬意と、それなりの同情をも集めることとなった。こうしてストラウドは収監の身ながらビジネス的に成功し、しまいには独房にある設備の一部を利用してアルコールを密造するようになる。これが発覚すると刑務所の職員らは激高し、1942年12月19日にアルカトラズ連邦刑務所へ移送されることとなった。
1943年、アルカトラズでストラウドを診察した精神科医のロムニー・M・リッチー (英: Romney M. Ritchey) は、知能指数112の精神病質と診断を下している。アルカトラズでは規則により鳥類の飼育を許可されず、また研究設備を奪われたことから、ストラウドは刑罰の歴史に関する執筆を行っている。
1959年、ストラウドはミズーリ州スプリングフィールドの連邦刑務所収容者医療センターへ移送されると、1963年11月21日に死亡するまでこの地で余生を過ごした。死後はイリノイ州メトロポリスで埋葬された。著述家のカール・シファキス (英: Carl Sifakis) は、「アメリカの刑務所で自己改善と社会復帰に努めた、おそらく最も有名なケースがストラウドであろう」と評している。

## 生い立ちと逮捕
1890年、ストラウドはワシントン州シアトルで生まれた。母親のエリザベス・ジェーン (英: Elizabeth Jane、旧姓:マッカートニー <英: McCartney>、1860年 - 1938年) と父親のベンジャミン・フランクリン・ストラウド (英: Benjamin Franklin Stroud) の間で生まれた子供の中では最年長だが、母親と前夫との間に2人の姉がいた。父親は虐待癖のあるアルコール中毒者だったことから、ストラウドは13歳で家出をしている。
その後、18歳になる頃にはアラスカのコードバでポン引きとなっている。その地で売春婦とダンスホールのショー演者として働いていた36歳のキティ・オブライエン (英: Kitty O’Brien) に出会う。そして、同州のジュノーに渡り、ストラウドはオブライエンのポン引きを行うようになった。19歳になる直前の1909年1月18日、知人でありバーテンダーのF・K・"チャーリー"・フォン・ダーマー (英: F. K. "Charlie" von Dahmer) と喧嘩の末、銃で撃って死亡させている。その経緯だが、フォン・ダーマーは売春の代金を踏み倒したあげく、オブライエンを殴り、さらにはオブライエンの娘の写真が入っていたロケットペンダントをその首から引きちぎったとされる。ストラウドは警察署に出頭し、凶器の銃を提出して自首している。警察の報告によると、ストラウドはフォン・ダーマーを殴って気絶させた後に至近距離で銃を発砲したという。
ストラウドの母親は弁護士を雇ったが、ストラウドは1909年8月23日に故殺で12年間の懲役が言い渡され、ピュージェット湾のマクニール島にある連邦刑務所に収監された。なお、アラスカには当時、州法に基づく司法権がなかったため、ストラウドの事件は連邦の管轄となった。

## 刑務所生活

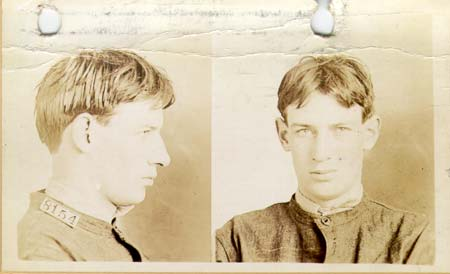
1912年ごろの1853番ことストラウド

ストラウドは受刑者番号1853として登録された。ストラウドはマクニール島で最も暴力的な囚人の1人だった。しばしば仲間の受刑者や職員に反目した。ストラウドは自分が台所から食べ物を盗んだことを報告した受刑者を刺したと言われている。ストラウドが脅迫してモルヒネを奪おうとしたことを刑務所の本部に報告した病院の従業員に暴行を加えたこともあった。麻酔剤を密かに持ち込む計画に関与した受刑者を刺したとも言われている。1912年9月5日、ストラウドは暴行でさらに6ヶ月の懲役の判決を言い渡され、マクニール島からカンザス州レブンワースにある刑務所へ移送された。1916年3月26日、ストラウドはカフェテリア担当の看守のアンドリュー・F・ターナー (英: Andrew F. Turner) から小さな規則違反の懲戒を受け、8年間会っていなかった弟ととの面会の権利を取り消されることになった。ストラウドは15センチメートルの飛び出しナイフでターナーの心臓を刺した。
ストラウドはこの刺殺事件により第一級殺人で有罪となり、裁判官により絞首刑が言い渡された。この判決は控訴で覆されることとなった。1917年5月28日の2度目の裁判でも有罪となったが、死刑ではなく終身刑となった。その後、ストラウドを死刑にすることを望んでいたジョン・W・デイビス訟務長官が自発的に"confession of error"を提出した。ストラウドは1918年5月に3度目の裁判を受け、6月28日に再び絞首刑の判決が下った。ストラウドの母親がウッドロウ・ウィルソン大統領に懇願し、死刑執行の8日前に処刑は中止となった。ストラウドへの刑罰は終身刑に減刑された。レブンワース刑務所の所長のT・W・モーガン (英: T. W. Morgan) はストラウドが暴力的であるという評判から減刑の決定に強く反対した。モーガン所長は大統領を説得して、ストラウドは元々独房拘禁で死刑を待つ身だったのだから、中止された処刑が執行できるようになるまでその条件を優先させることを約束させた。ウィルソン大統領下の司法長官のアレクサンダー・ミッチェル・パーマー (英: Alexander Mitchell Palmer) は、ストラウドが余生を独房拘禁の元で過ごすことを確実のものとした。

## レブンワースの鳥男

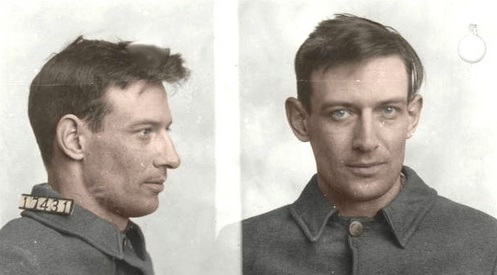
1920年代ごろの17431番ことストラウド

1920年、レブンワース刑務所に収監中のストラウドは運動場でスズメの巣を発見した。ストラウドは巣の中にいた3羽の負傷したスズメが成鳥になるまで育てた。受刑者は時折カナリアの購入が許可された。ストラウドはカナリアを集めるようになり、カナリアを育てて世話をすることに時間を費やした。ストラウドはカナリアを売って母親の生活の助けにすることができた。ストラウドによれば、剃刀の刃と爪を道具にして木箱を材料に最初の鳥篭を作ったという。それからまもなく、レブンワースの運営体制が変わり、ウィリアム・ビドル (英: William Biddle) が所長になった。ビドル所長はレブンワースが先進的な社会復帰を促進する刑務所であると示せる可能性を感じ、ストラウドに鳥類研究のための鳥篭や化学薬品、文房具を与えた。刑務所の来訪者はストラウドの鳥類飼育所を見せられ、その多くがストラウドの飼育するカナリアを購入した。ストラウドは数年にわたって300羽ほどのカナリアを独房の中で育て、2冊の書籍を書いた。1933年の6万字に及ぶ論文Diseases of Canariesは密かにレブンワースから持ち出された。1943年の新版Stroud's Digest on the Diseases of Birdsは情報が更新された。ストラウドは鳥類病理学の分野においていくつかの重大な貢献を果たし、特に出血性敗血症疾患群の治療で大きな成果をあげた。ストラウドは鳥類愛好の分野の中で敬意とある程度の同情を集めた。
ストラウドの活動は刑務所の運営にとって問題も起こした。規則では、刑務所で送受する手紙は全て目を通してコピーをとった後に承諾を受けることになっていた。ストラウドが鳥類関係の事業に没頭したことで、この手紙の規則を果たすためだけでフルタイムで働く事務官が必要になった。そのうえ、ストラウドが飼育していた鳥はほとんどいつも独房内を自由に飛ぶことが許可されており、数多くの鳥が飼育されていたために、ストラウドの独房はひどく不潔になった。

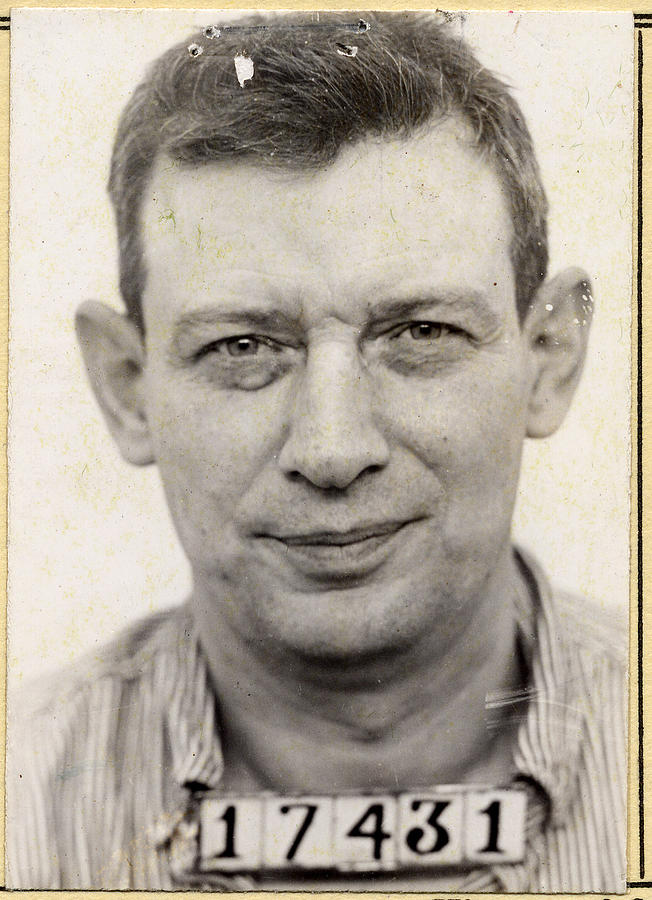
1930年代後半の17431番ことストラウド

1931年、ストラウドの事業を中断させ、飼育していた鳥を排除しようとする動きがあった。しかし、ストラウドと彼の文通者相手の一人であり、鳥類研究者でもあるインディアナ州のデラ・メイ・ジョーンズ (英: Della Mae Jones)が新聞や雑誌にストラウドの話を知らせたことで、事業中止は失敗に終わった。大規模な手紙運動と5万人の署名が書かれた嘆願書がハーバート・フーヴァー大統領に元に送られ、これによりストラウドは鳥の飼育を許可された。刑務所は過密状態だったにもかかわらず、ストラウドに鳥を飼うための2つめの独房までも与えられた。しかし、手紙を書く権利は大きく縮小された。ジョーンズとストラウドは親密になり、これによってジョーンズは1931年にカンザス州へ転居し、ストラウドと新しい事業を開始した。鳥類用の薬の販売である。
刑務所の職員たちはストラウドの活動にうんざりしており、ストラウドの活動が評判になるとよりいっそうストラウドをレブンワースから追い出そうとした。しかし、ストラウドはカンザス州の法律に、カンザス州で結婚した受刑者の移動を禁止するというものがあることを発見した。この目的のため、ストラウドはジョーンズと代理結婚した。刑務所の管理者たちは激怒し、ストラウドは妻との文通を禁止された。ストラウドの結婚に狼狽したのは刑務所の職員だけではなかった。ストラウドの母親も結婚には激怒した。ストラウドは母親のエリザベスと親密な関係にあったが、母親はジョーンズとの結婚に強く反対していた。女性というものは息子に面倒事ばかり起こすと信じていた。母親は以前はストラウドにとっての強力な擁護者であり、法廷闘争の際はストラウドを援助してくれた。しかし、その後はストラウドの仮釈放に反対するようになり、ストラウドにとって刑務所から釈放されるための大きな障壁となった。母親はレブンワースから転出し、その後は一切ストラウドと接触しようとしなかった。母親は1937年に死亡した。
1933年、ストラウドはDiseases of Canariesの売り上げから一切印税を受け取っていないと著書で宣伝した。出版社はその報復で刑務所長に苦情を訴え、その結果、ストラウドをアルカトラズへ移送する訴訟が起こされた。アルカトラズ刑務所では鳥の飼育は禁止されることになる。しかし、結局、レブンワースで鳥の飼育とカナリアの販売業を続けることが許可された。ストラウドはその後の数年間、トラブルをほとんど回避していった。しかし、研究用という名目で導入された設備の一部が、実際はアルコール製造のための蒸留器具として使用されていたことが明るみに出た。刑務所の職員たちはとうとうストラウドをレブンワースから追放するための口実を手に入れた。ストラウドの危険な性向と独房の衛生状態に関する長年の懸念を理由に、ストラウドをアルカトラズへ移送するための訴訟を起こした。

## アルカトラズ

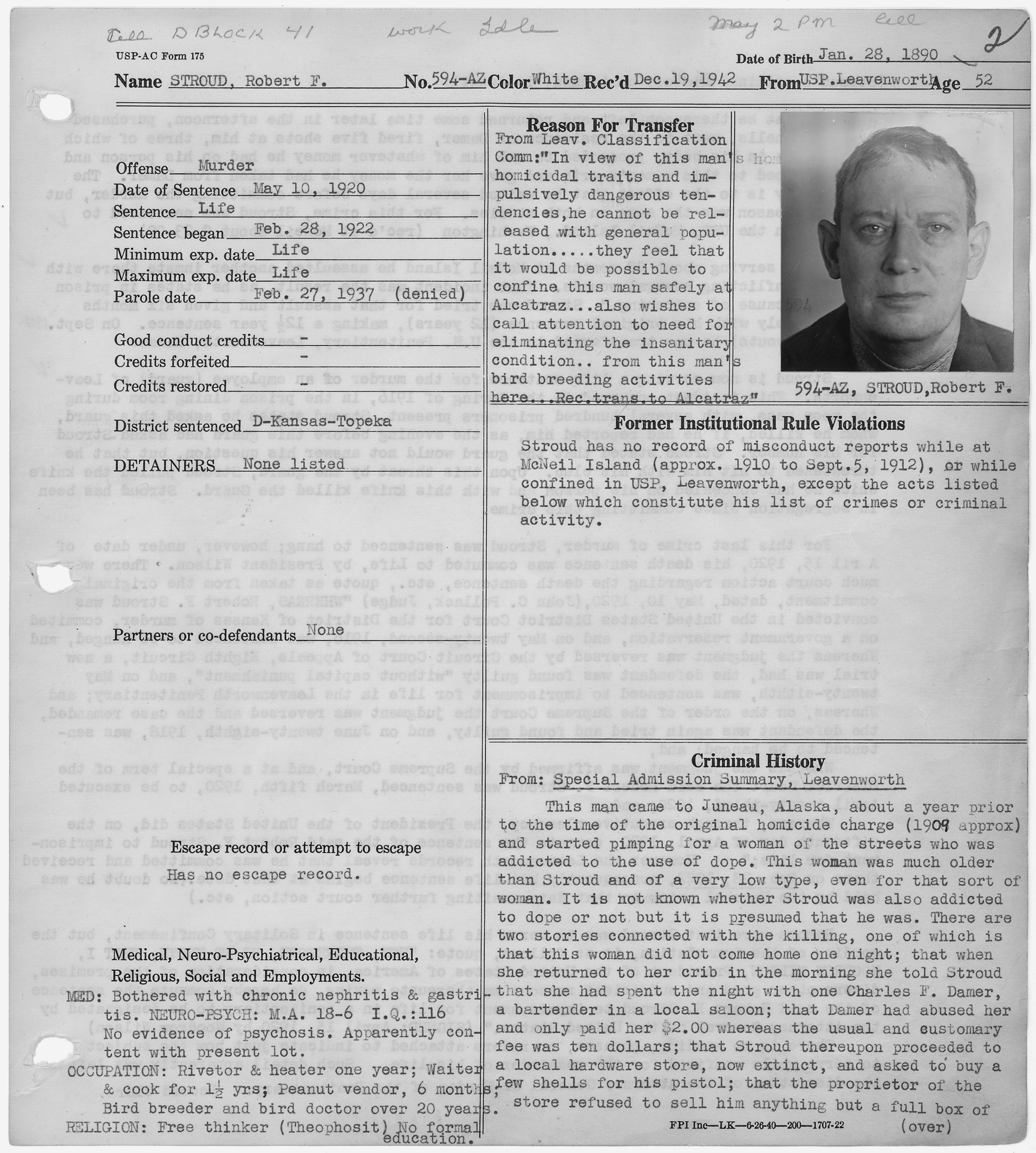
アルカトラズ刑務所の所長のノートにある594-AZことストラウドの1942年の写真と情報

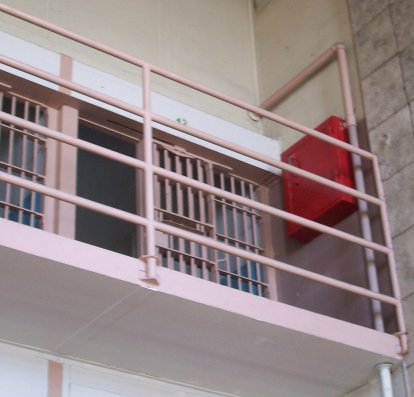
アルカトラズ刑務所のストラウドの独房

1942年12月19日、ストラウドはアルカトラズ連邦刑務所へ移送され、受刑者番号594として登録された。ストラウドはレブンワースから移されて愛する鳥たちと別れることになるのを前もって知らされておらず、出発のわずか10分前に移送の通知が来たと言われている。鳥と設備はストラウドの兄弟の元へ送られた。アルカトラズ刑務所の厳格な規則により、ストラウドはこれまでの仕事を続けることができなくなったためである。それからストラウドは6年間隔離されて収監され、さらに11年間は病棟で拘禁された。1943年、ストラウドは精神科医のロムニー・M・リッチーからの診察を受け、知能指数112の精神病質と診断された (レブンワースにいたときの1942年の最初の報告では、ストラウドの知能指数は116とされた)。アルカトラズで収監されていた間、ストラウドは2点の原稿を著した。自伝のBobbieとLooking Outward: A History of the U.S. Prison System from Colonial Times to the Formation of the Bureau of Prisonsである。裁判官はストラウドには物を書き、書いた原稿を保有する権利があるという決定を下していたが、その出版を禁止するという刑務所長の決定は支持した。ストラウドの死後、原稿の書き写しがストラウドの弁護士であるリチャード・M・イングリッシュ (英: Richard M. English) の元に送られた。
アルカトラズではストラウドは同性愛者であるという噂が注目されていた。父親がアルカトラズ刑務所の看守だったドナルド・ハーリー (英: Donald Hurley) は、ストラウドの周囲に人がいるというのは稀なことだったが、そのようなときはいつも、ストラウドは注意深く観察されていたと述べた。その理由は、ストラウドは明らかに同性愛の傾向があったことを刑務所の職員たちはよく知っていたためだったという。ハーリーは著書の制作のために元受刑者とインタビューを行った。元受刑者は、ストラウドが常に隔離収監されていた理由は、ストラウドが気性の荒い同性愛者だったからだと聞いたことがあったという。1963年2月、ストラウドは映画『終身犯』でストラウドを演じたバート・ランカスターと面談した。ストラウドはその映画や元となった書籍を読んだことがなかった。また、自分の仮釈放を阻む原因の1つが、自分が同性愛者であることだと述べたという。
ストラウドはアルカトラズ刑務所収監中に図書室の利用を許可されており、法律の勉強を始めた。時折、看守の1人とチェスを興じることも許された。ストラウドは政府に対して、自分の長い刑期はアメリカ合衆国憲法修正第8条で禁止されている残酷で異常な刑罰に相当すると請願した。1959年、ストラウドは健康状態の悪化により、ミズーリ州スプリングフィールドの連邦刑務所収容者医療センターへ移送された。ストラウドの釈放のための試みは成功しなかった。

## 死
1963年11月21日、ストラウドは連邦刑務所収容者医療センターにて73歳で生涯を終えた。生涯のうち54年間ずっと刑務所に収監され、そのうちの42年間は隔離収監されていた。晩年にはフランス語を勉強していた。ストラウドはイリノイ州メトロポリスの近くのメーソニック共同墓地で埋葬された。ストラウドはしばしば自分の死は世界中で大きなニュースとなると断言したが、それは現実にはならなかった。1963年11月21日はジョン・F・ケネディ大統領暗殺の前日であり、ストラウドの死についての告知は少数の新聞の裏ページに掲載されただけだった。

## 評価

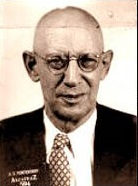
1959年ごろのストラウド

ストラウドはアメリカ史上最も有名な犯罪者の1人と考えられている。ロバート・ニーミ (英: Robert Niemi) は、ストラウドには優れた知性があり、鳥類学者や著述家として一級の人物になったが、極めて危険で驚異的な精神病質の人物でもあり、看守や仲間の受刑者からは嫌われ、信用されなかったと述べた。しかし、晩年には以前より好意的に見られており、ベッカー (英: Becker) 判事は、ストラウドは慎み深い性格で、もはや社会への危険が無く、鳥類への真の愛情を抱いている人物と考えていた。ストラウドは知名度の割に犯行については注目されなかったが、特にその理由となったのは、ストラウドの犯行に明確な原因が存在したためである。カール・シファキスは、ストラウドは独学で鳥類の専門家となった異彩を放つ人物であり、アメリカの刑務所での自己修養と社会復帰の例として最も有名なものかもしれないと評している。
ストラウドは鳥類学の分野で貢献したため、鳥類飼育者や養鶏業者の間で数千人もの支持者が現れた。支持者たちはストラウドの釈放を望み、"Committee to Release Robert F. Stroud" (直訳すると「ロバート・F・ストラウドの釈放を望む委員会」) は長年ストラウドを刑務所から釈放するための運動を起こした。しかし、ストラウドは国家公務員を殺害していたため、隔離収監の刑罰が取り止めになることはなかった。1963年、カリフォルニア州でジョン・F・ケネディ支持の運動を行っていた若き弁護士のリチャード・M・イングリッシュは、ストラウドを釈放させようと行動を始めた。イングリッシュはハリー・S・トルーマン元大統領と面会して援助を求めたが、トルーマンは断った。イングリッシュはケネディ政権の高官たちとも面会した。イングリッシュはストラウドの最後の写真を持っていった。写真のストラウドは緑色のバイザーを身につけていた。刑務所長は未露光のフィルムを刑務所に持ち込んだことでイングリッシュを起訴しようとした。これにより、高官たちはストラウドのために行動を起こすのを拒絶した。ストラウドの死からまもなく、原稿を含むストラウドの私物は最後の法定代理人であるイングリッシュの元へ届けられた。後にイングリッシュはその一部を全米オーデュボン協会に譲渡した。

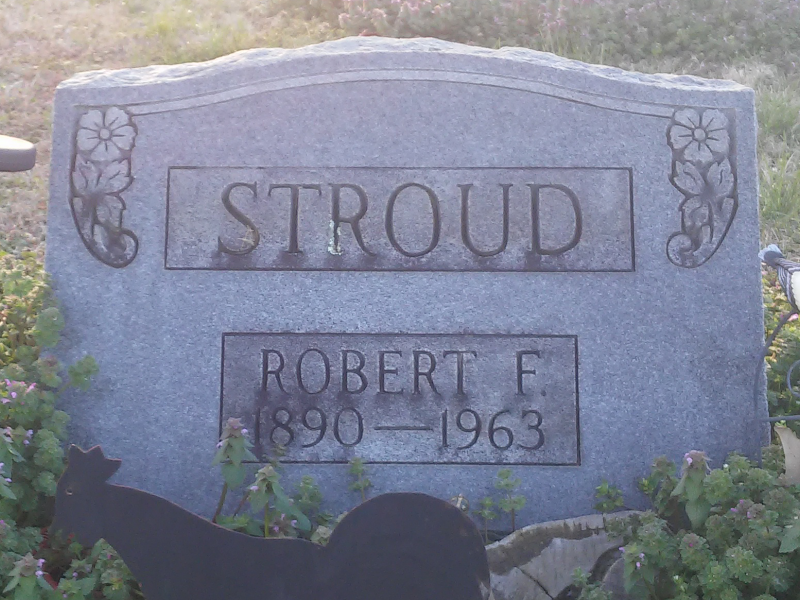
ストラウドの墓

ストラウドはトーマス・E・ガディス (英: Thomas E. Gaddis) の1955年の書籍Birdman of Alcatrazの題材となった。ガディスは刑務所での犯受刑者の更生を熱心に支持しており、ストラウドを好意的に描いた。この書籍はガイ・トロスパー (英: Guy Trosper) により1962年の映画『終身犯』に翻案された。監督はジョン・フランケンハイマーが務めた。バート・ランカスターがストラウド役で出演し、架空の刑務所長をカール・マルデンが、ストラウドの母親をセルマ・リッターが演じた。しかし、アルカトラズ刑務所の元受刑者たちは、本物のストラウドは書籍や映画で描かれたストラウドよりももっと陰険で、危険で、不快な人物だったと述べた。そのうちの1人は、ストラウドは残酷な殺人者だったのであり、ストラウド役のランカスターは自分たち全員に謝罪すべきだと思うと語った。
アート・カーニーも1980年のテレビ映画Alcatraz: The Whole Shocking Storyでストラウドを演じた。同じくデニス・ファリーナも1987年のテレビ映画Six Against the Rockでストラウドを演じた。
音楽の分野では、1977年の犯罪についてのコンセプト・アルバム『罪なる舞踏』で「アルカトラズ刑務所のバードマン」というインストゥルメンタルの題材となった。